# Oblężenie Potidai
Oblężenie Potidai – nieudana próba opanowania miasta Potidaja w 479 p.n.e. przez perski oddział Artabazosa w czasie II wojny perskiej.

## Przebieg
Artabazos wraz z 60-tysięczną armią towarzyszył Kserksesowi I w drodze do Hellespontu. Po wykonaniu tego zadania zawrócił do Tesalii, gdzie przebywały siły Mardoniusza. W drodze powrotnej zdecydował się jednak zająć Potidaję, której mieszkańcy zbuntowali się przeciwko władzy Persów. Miasto było położone w strategicznym punkcie: w najwęższym miejscu łączącym Półwysep Chalcydycki z Półwyspem Kasandra, na południe od Salonik. Część sił wydzielił jednak do oblężenia, leżącego ok. 16 km na północ Olintu, który dość szybko zajęto. Ocalałych mieszkańców utopiono na okolicznych bagnach, a pozostałości miasta oddano Chalkidyjczykom.
Początkowo, siły Artabazosa próbowały zająć Potidaję poprzez nakłonienie do zdrady sprzymierzonego z mieszkańcami wodza Skionajów – Timoksejnosa, ale podstęp ten się wydał. W tej sytuacji przystąpiono do oblężenia. Po upływie trzech miesięcy, miasto wciąż pozostawało niezdobyte, wiążąc w tym regionie znaczne siły Persów. Generał zdecydował się więc na wykorzystanie walorów obronnych. W czasie wyjątkowo silnego odpływu, nakazał podległym mu ludziom atak na miasto od strony morza. Persom nie udało się jednak zakończyć przegrupowanie przed nadejściem – również wyjątkowo silnego – przypływu. Większość żołnierzy potopiła się, a pozostałych Potydejczycy zmusili do odwrotu, którzy dokonali niespodziewanego wypadu zza murów na swoich statkach.
Artabazos z resztkami sił musiał wycofać się do Tesalii.
Gwałtowne podniesienie poziomu wody w czasie oblężenia mogło być spowodowane pierwszym tsunami odnotowanym w czasach historycznych.